# Po Tisuntiraydapaghoh
Po Tisuntiraydapaghoh (?-1780), sử nhà Việt gọi là Nguyễn Văn Tịch, là vua của tiểu quốc Panduranga (Champa) từ năm 1768 đến năm 1780.
Ông là Con trai của Po Rattiraydaputao, từ năm 1768 chúa Nguyễn tấn phong làm Thuận Thành trấn vương.

## Sách tham khảo
- Đại Nam liệt truyện